# Canard de Chine
Anas zonorhyncha
Espèce
Statut de conservation UICN

 LC  : Préoccupation mineure
Le Canard de Chine (Anas zonorhyncha) est une espèce d'oiseaux de la famille des Anatidae. Elle était et est parfois encore considérée comme une sous-espèce du Canard à bec tacheté (A. poecilorhyncha).

## Répartition
Son aire s'étend à travers l'Asie de l'Est.